# Форорак
Форора́к, или форора́кос (лат. Phorusrhacos longissimus), — вымершая птица семейства фороракосовых («ужасных птиц»), обитавшая в эпоху миоцена в Южной Америке. Единственный вид рода Phorusrhacos.
Форораки вели хищный образ жизни, питаясь мясом и падалью. Представители данного вида достигали высоты 2,5 м и весили примерно до 150—300 кг. Мощные лапы длиной 1,8 м обеспечивали хорошие беговые качества, в то время как крылья были атрофированы. У форораков имелись необходимые атрибуты хищника: очень мощные когти и сильный изогнутый клюв, которым можно было наносить жертве удары, но не удерживать её.
Череп форорака достигал почти 65 см, по величине не уступая лошадиной голове.